# Das verlorene Tal
Das verlorene Tal ist ein deutsch-schweizerischer Spielfilm von 1934 nach dem gleichnamigen Roman von Gustav Renker. Regie und Drehbuch führte Edmund Heuberger, die Kamera Franz Weihmayr, und die Musik Fritz Wenneis. Zu den Darstellern gehörten Mathias Wieman, Marieluise Claudius, Harry Hardt, Lotte Spira, Wera Liessem, Armin Schweizer, Ferdinand Asper und Armand Zaepfel.
Der Film nährte Blut-und-Boden-Klischees.

## Kritik
Paimann’s Filmlisten resümierte: „Das zwar milieuhafte, aber breit ausladende Buch versäumt es, die Episoden der Haupthandlung unterzuordnen, zerflattert, ermangelt einer markanten Linie. Die Regie wirkte dem nicht entgegen, ließ überdies zu lang ausspielen, verschleppte das Tempo. Die Darsteller sind bemüht, oft unzureichende Charakterisierung der Personen durch Persönliches zu ersetzen. Schöne Außenaufnahmen und stimmungsfördernde Musik schaffen einen wirkungsvollen Rahmen (...) Ein passabler Mittelfilm.“